# Donji Čevljanovići
Donji Čevljanovići (serb. Доњи Чевљановићи) – wieś w środkowo-wschodniej Bośni i Hercegowinie, w Federacji Bośni i Hercegowiny, w kantonie sarajewskim, w gminie Ilijaš.

## Położenie
Wieś położona jest w odległości około 20 km na północny wschód od stolicy gminy- Ilijaš i około 30 km na północ od Sarajewa, przy drodze M18, nad rzeką Ljubina. Według regionalizacji fizycznogeograficznej Europy, zgodnej z uniwersalną klasyfikacją dziesiętną, przedstawioną w 1971 roku, wieś położona jest na obszarze megaregionu Półwysep Bałkański, prowincji Góry Dynarskie.

## Klimat
Miejscowość położona jest w strefie klimatu umiarkowanego przejściowego między klimatem kontynentalnym a śródziemnomorskim. Charakterystycznymi cechami tego klimatu są bardzo mroźne zimy i upalne lata. Dodatkowo zimą występują bardzo silne wiatry.

## Demografia
W 1991 roku wieś zamieszkiwało 85 osób, w tym 46 Serbów, 29 osób deklarujących przynależność do Muzułmanów z narodowości (Boszniaków), 6 Jugosłowian i 4 Chorwatów. Od 1961 roku następowały następujące zmiany liczby ludności wsi Donji Čevljanovići:
| Rok             | 1961 | 1971 | 1981 | 1991 |
| Liczba ludności | 79   | 73   | 133  | 85   |